# Overinclusion
Der Begriff Overinclusion (deutsch übermäßiges Einbeziehen) geht auf den kanadischen Psychiater Norman Cameron (1896–1975) zurück, der 1939 den Begriff einführte, um schizophrene Denkstörungen zu charakterisieren.
An Schizophrenie Erkrankte weisen eine sprachbezogene Denkstörung auf: Sie begehen semantische Kategorienfehler. Es gelingt ihnen häufig nicht, korrekte Zuordnungen zu einer semantischen Kategorie wie beispielsweise „Obst“ zu treffen. Andere Begriffe wie beispielsweise „Ei“ werden ebenfalls der Kategorie „Obst“   zugeordnet.